# Хендбајк
Хендбајк или бицикл са ручним погоном је верзија бицикла, која се покреће уз употребу руку и без ногу. Већина бицикал са ручним погоном су трицикли (на којима предњи точак служи као управљач). Овај тип возила са ручним погоном данас развијају и производе многи произвођачи бицикала и инвалидских средтсва посебно за особе са инвалидитетом широм света. Данас се разни модели бицикала са ручним погоном могу видети на разним изложбама возила покретаних мишићном снагом.
Неки бицикли су дизајни тако да користе два предња точка и један задњи точак, док други користе дизајн са управљањем на предњи точак.
Бицикли на ручни погон нису инвалидска колица, јер имају полугу за управљање и зупчанике, док инвалидска колица имају механизам за покретање ручним погоном директно на главним точковима.

## Карактеристике
Захваљујући погону на задње точкове,  хендбајкови имају тако велику вучну снагу да је чак и вожња узбрдо забавна.  
Ако се користи за вожњу на тркачким стазама диференцијал је неизоставан додатак.  Он преноси снагу на оба задња точка.  А ако корисник тражи још више луксуза на брдовитим рутама, увек постоји опција са електромотором.
Код овог бицикла педалирање, мењање брзина, кочење: све је на дохват руке и слично је сваком другом бициклу јер су мењачи и ручице кочнице монтиране на рукохватима.  Разлика је једино у томе што ове ручке такође функционишу као ручне педале, тако да је управљање овим бициклом веома лако научити.
Ручице су доступне у две различите величине: 174 милиметара и 150 милиметара, што помаже да се хендбајк прилагоди конституцији возача и поседује савршену ергономију.

## Галерија
- Неки од модела хендбајка